# 태봉산
태봉산은 광주광역시의 광주역 인근에 있었던 산이다. 산을 깎아 경양방죽을 메우면서 없어졌다.